# Vorontsovka (Krasnodar)
|  | Per a altres significats, vegeu «Vorontsovka». |

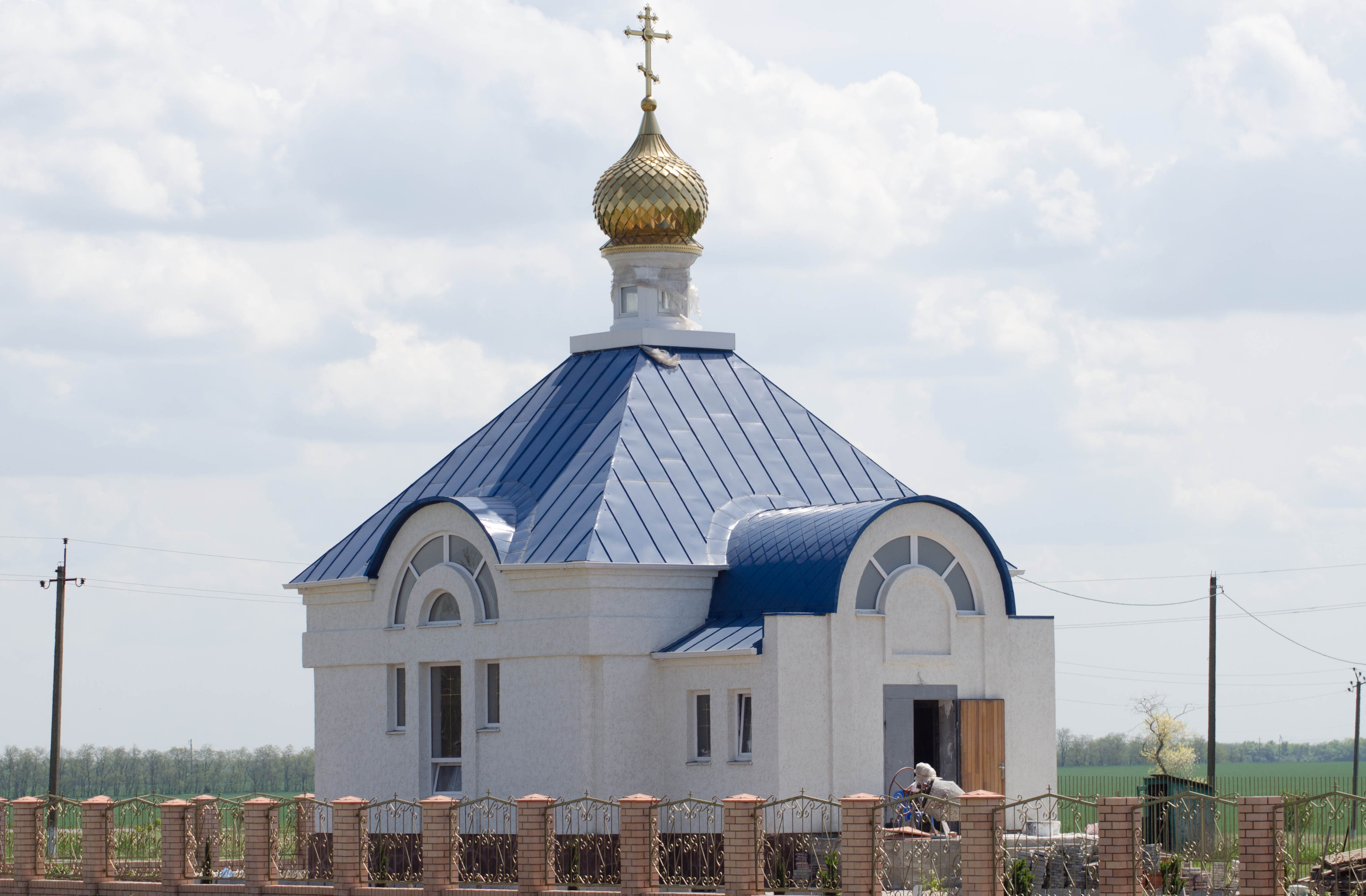
Imatge parcial de la població.

Vorontsovka (rus: Воронцовка) és un poble del krai de Krasnodar, a Rússia. Es troba a la península de Ieisk, a la riba meridional del golf de Taganrog de la mar d'Azov, a 14 km a l'oest de Ieisk i a 192 km al nord-oest de Krasnodar, la capital.
Pertany al municipi de Kúkharivka.